# Ajigasawa, Aomori
Ajigasawa (鰺ヶ沢町 Ajigasawa-machi) là thị trấn thuộc huyện huyện Nishitsugaru, tỉnh Aomori, Nhật Bản. Tính đến ngày 1 tháng 10 năm 2020, dân số ước tính thị trấn là 9.044 người và mật độ dân số là 26 người/km2. Tổng diện tích thị trấn là 343,08 km2.

## Địa lý

### Đô thị lân cận
- Tỉnh Aomori
  - Hirosaki
  - Tsugaru
  - Fukaura
  - Nishimeya
- Tỉnh Akita
  - Happō
  - Fujisato

### Khí hậu
| Dữ liệu khí hậu của Ajigasawa, Aomori    | Dữ liệu khí hậu của Ajigasawa, Aomori | Dữ liệu khí hậu của Ajigasawa, Aomori | Dữ liệu khí hậu của Ajigasawa, Aomori | Dữ liệu khí hậu của Ajigasawa, Aomori | Dữ liệu khí hậu của Ajigasawa, Aomori | Dữ liệu khí hậu của Ajigasawa, Aomori | Dữ liệu khí hậu của Ajigasawa, Aomori | Dữ liệu khí hậu của Ajigasawa, Aomori | Dữ liệu khí hậu của Ajigasawa, Aomori | Dữ liệu khí hậu của Ajigasawa, Aomori | Dữ liệu khí hậu của Ajigasawa, Aomori | Dữ liệu khí hậu của Ajigasawa, Aomori | Dữ liệu khí hậu của Ajigasawa, Aomori |
| Tháng                                    | 1                                     | 2                                     | 3                                     | 4                                     | 5                                     | 6                                     | 7                                     | 8                                     | 9                                     | 10                                    | 11                                    | 12                                    | Năm                                   |
| ---------------------------------------- | ------------------------------------- | ------------------------------------- | ------------------------------------- | ------------------------------------- | ------------------------------------- | ------------------------------------- | ------------------------------------- | ------------------------------------- | ------------------------------------- | ------------------------------------- | ------------------------------------- | ------------------------------------- | ------------------------------------- |
| Cao kỉ lục °C (°F)                       | 12.4 (54.3)                           | 18.3 (64.9)                           | 20.2 (68.4)                           | 28.3 (82.9)                           | 32.3 (90.1)                           | 31.4 (88.5)                           | 35.3 (95.5)                           | 36.9 (98.4)                           | 35.3 (95.5)                           | 27.7 (81.9)                           | 24.0 (75.2)                           | 17.8 (64.0)                           | 36.9 (98.4)                           |
| Trung bình ngày tối đa °C (°F)           | 2.2 (36.0)                            | 2.8 (37.0)                            | 6.6 (43.9)                            | 12.8 (55.0)                           | 17.9 (64.2)                           | 21.3 (70.3)                           | 25.2 (77.4)                           | 27.0 (80.6)                           | 23.6 (74.5)                           | 17.6 (63.7)                           | 11.3 (52.3)                           | 5.0 (41.0)                            | 14.4 (58.0)                           |
| Trung bình ngày °C (°F)                  | −0.2 (31.6)                           | 0.1 (32.2)                            | 3.0 (37.4)                            | 8.2 (46.8)                            | 13.2 (55.8)                           | 17.1 (62.8)                           | 21.3 (70.3)                           | 22.8 (73.0)                           | 19.3 (66.7)                           | 13.4 (56.1)                           | 7.6 (45.7)                            | 2.1 (35.8)                            | 10.7 (51.2)                           |
| Tối thiểu trung bình ngày °C (°F)        | −2.9 (26.8)                           | −2.9 (26.8)                           | −0.7 (30.7)                           | 3.6 (38.5)                            | 8.5 (47.3)                            | 13.2 (55.8)                           | 17.9 (64.2)                           | 19.2 (66.6)                           | 15.3 (59.5)                           | 9.3 (48.7)                            | 3.9 (39.0)                            | −0.8 (30.6)                           | 7.0 (44.5)                            |
| Thấp kỉ lục °C (°F)                      | −10.9 (12.4)                          | −10.3 (13.5)                          | −9.3 (15.3)                           | −4.1 (24.6)                           | −1.2 (29.8)                           | 4.8 (40.6)                            | 8.4 (47.1)                            | 10.1 (50.2)                           | 6.5 (43.7)                            | 1.0 (33.8)                            | −6.6 (20.1)                           | −10.0 (14.0)                          | −10.9 (12.4)                          |
| Lượng Giáng thủy trung bình mm (inches)  | 108.0 (4.25)                          | 79.5 (3.13)                           | 73.0 (2.87)                           | 72.5 (2.85)                           | 78.7 (3.10)                           | 83.3 (3.28)                           | 127.1 (5.00)                          | 157.4 (6.20)                          | 154.3 (6.07)                          | 149.1 (5.87)                          | 159.0 (6.26)                          | 144.9 (5.70)                          | 1.386,7 (54.59)                       |
| Lượng tuyết rơi trung bình cm (inches)   | 140 (55)                              | 121 (48)                              | 60 (24)                               | 2 (0.8)                               | 0 (0)                                 | 0 (0)                                 | 0 (0)                                 | 0 (0)                                 | 0 (0)                                 | 0 (0)                                 | 6 (2.4)                               | 84 (33)                               | 412 (162)                             |
| Số ngày giáng thủy trung bình (≥ 1.0 mm) | 21.8                                  | 18.0                                  | 14.7                                  | 11.1                                  | 10.2                                  | 9.3                                   | 9.7                                   | 10.5                                  | 11.8                                  | 14.4                                  | 17.5                                  | 21.5                                  | 170.5                                 |
| Số ngày tuyết rơi trung bình (≥ 3 cm)    | 16.9                                  | 15.0                                  | 7.5                                   | 0.3                                   | 0                                     | 0                                     | 0                                     | 0                                     | 0                                     | 0                                     | 0.9                                   | 9.6                                   | 50.2                                  |
| Số giờ nắng trung bình tháng             | 27.4                                  | 53.7                                  | 123.5                                 | 196.8                                 | 213.6                                 | 194.8                                 | 180.1                                 | 200.6                                 | 168.0                                 | 136.7                                 | 70.9                                  | 33.5                                  | 1.599,5                               |
| Nguồn: Cục Khí tượng Nhật Bản            |                                       |                                       |                                       |                                       |                                       |                                       |                                       |                                       |                                       |                                       |                                       |                                       |                                       |